# Copa de Liechtenstein de 2025-26
La Copa de Liechtenstein 2025-26 (Conocida como FL1 Aktiv Cup por ser patrocinada por la empresa de telecomunicaciones Telecom Liechtenstein) esla edición número 81 de la única competencia de carácter nacional organizada por la Asociación de Fútbol de Liechtenstein (L. F. V.).
El torneo empezó el 12 de agosto de 2025 con la ronda preliminar y finalizará en mayo de 2026 con la final.
El equipo campeón garantizará un cupo en la Liga Conferencia de la UEFA 2026-27.

## Equipos participantes
| Challenge League 2025-26 (2) | 1. Liga 2025-26 (4) | 2. Liga Interregional 2025-26 (5) | 2. Liga 2025-26 (6)                    | 3. Liga 2025-26 (7)           | 4. Liga 2025-26 (8)                                                                                  | 5. Liga 2025-26 (9)                                                                            |
| - FC Vaduz                   | - USV Eschen/Mauren | - FC Balzers                      | - FC Schaan - FC Ruggell - FC Vaduz II | - FC Triesen - FC Triesenberg | - FC Schaan II - FC Balzers II - USV Eschen/Mauren II - FC Ruggell II - FC Triesen II - FC Vaduz III | - FC Triesenberg II - USV Eschen/Mauren III - FC Balzers III - FC Rugell IIIa - FC Rugell IIIb |

## Rondas previas

### Primera ronda
El sorteo se realizó el 8 de julio de 2025 con los empleados de la LFV; Josef Oehri y Emil.
Los partidos se disputarán del 12 al 14 de agosto de 2025.
| Local                     | Resultado | Visitante                | Fecha                | Estadio                 |
| ------------------------- | --------- | ------------------------ | -------------------- | ----------------------- |
| FC Ruggell III A (9)      | 4–1       | FC Balzers III (9)       | 12 de agosto de 2025 | Freizeitpark Widau      |
| FC Ruggell III B (9)      | 1–7       | USV Eschen/Mauren II (8) | 13 de agosto de 2025 | Freizeitpark Widau      |
| USV Eschen/Mauren III (9) | 1–5       | FC Vaduz III (8)         | 14 de agosto de 2025 | Sportpark Eschen-Mauren |